# 歷史建築 (中華民國)

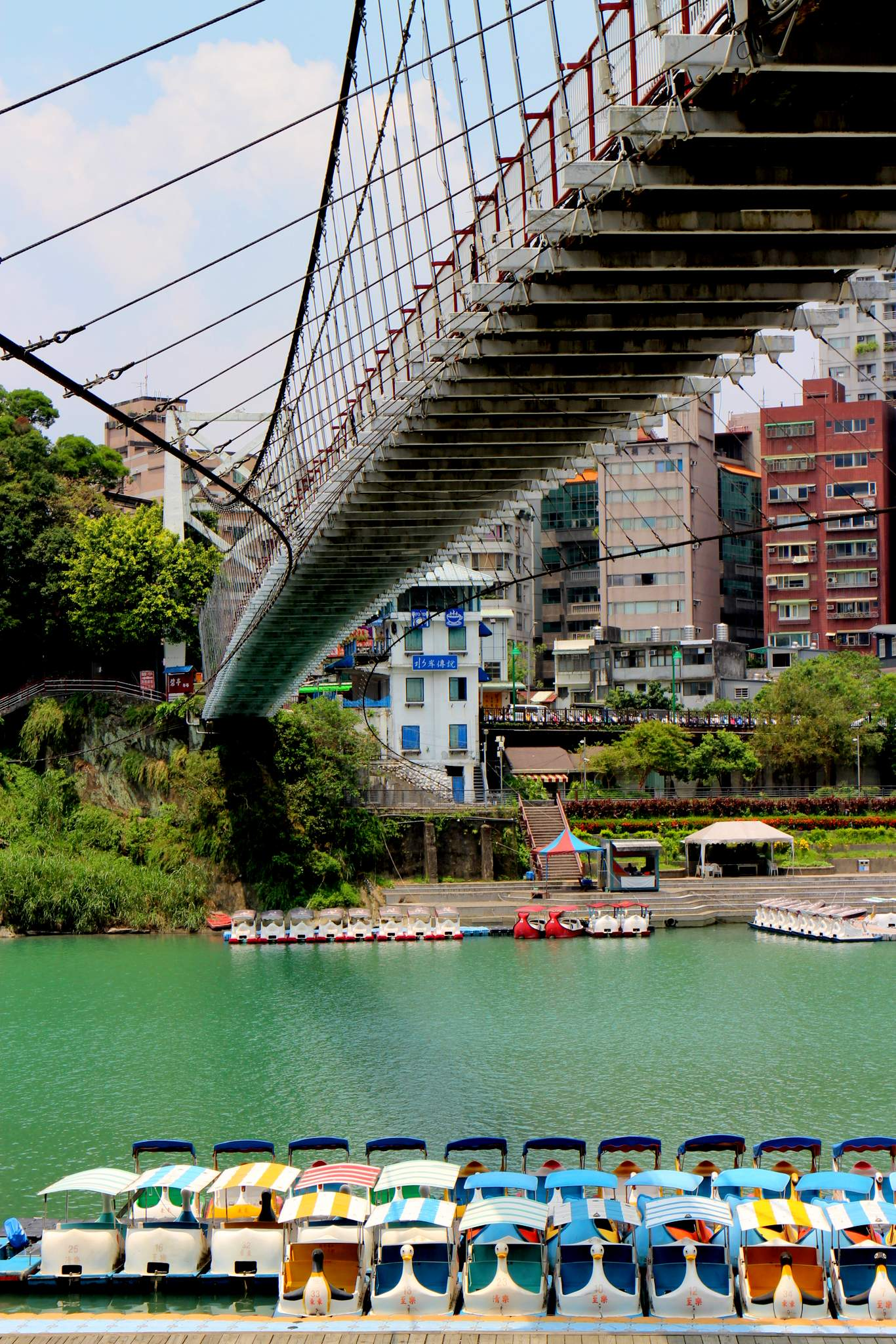
新北市的歷史建築——新店溪上的碧潭吊橋

歷史建築是根据中华民国〈文化资产保存法〉的规定，由直轄市、縣 (市) 主管機關審查登錄後，辦理公告，並報中央主管機關備查之文化資產。

## 外部連結
- 文化資產查詢，文化部文化資產局